# Rugby à sept en Italie
Le rugby à sept en Italie, comme dans la plupart des autres pays, est pratiqué comme extension du rugby à XV et est en conséquence régulé par la même fédération que ce dernier.

## Histoire
Le rugby à sept en Italie reste longtemps passablement sous-développé, malgré la présence d'une équipe nationale, qui ne participe que très occasionnellement aux plus grands rendez-vous mondiaux.
La fédération italienne ne crée sa première académie fédérale de rugby à sept qu'en 2018.